# پروانه دروگر
پروانه دروگر (نام علمی: Feniseca tarquinius)، پروانهای از تیرهٔ گرگ‌پروانگان (Lycaenidae) و تنها عضو از سردهٔ تک‌نماد Feniseca است که در شرق آمریکای شمالی یافت می‌شود.
این پروانه تنها پروانه گوشت‌خوار (یعنی حشره‌خوار) در آمریکای شمالی است (تعدادی پروانه گوشت‌خوار وجود دارد، به عنوان مثال Fulgoraecia exigua). لاروها از شته‌های گوناگونی مانند Neoprociphilus, Pemphigus, Prociphilus و Schizoneura تغذیه می‌کنند.